# Ressons-l'Abbaye
Pour les articles homonymes, voir Ressons (homonymie).
Ressons-l'Abbaye est une ancienne commune française située dans le département de l'Oise, en région Hauts-de-France.
Depuis le 1er janvier 2017, Ressons-l'Abbaye est devenue une commune déléguée au sein de la commune nouvelle de La Drenne avec Le Déluge et La Neuville-d'Aumont. 

## Géographie

### Localisation
Ressons-l'Abbaye est un village du Vexin français situé à vol d'oiseau à 15 km au sud de Beauvais, 9 km à l'ouest de Noailles, 9 km au nord-est de Méru et 22 km à l'est de Gisors.

### Géologie et relief
La superficie de la commune était de 5,43 km2 ; son altitude variait de 154  à   222 mètres. 

## Toponymie
Le nom de la localité est attesté sous les formes Roberto de Resons (vers 1170) ; Ressons (1184) ; Reisons (1191) ; Roisuns (1198) ; abbas de Ressons (XIIe) ; Raissons (1206) ; Ressons (1212) ; Ressuns (1221) ; abbatie de Ressons (1239) ; abbate et conventu de Ressons (1261) ; Resson (1287) ; Roisons (XIIIe) ; Raisson (XIIIe) ; prior de Ressuns (XIIIe) ; ecclesie de Ressons (1316) ; et conventum de Ressons (1321) ; de abbatis Ressoni (1340) ; Ressons l’abbaye (vers 1570) ; Ressonium (1648) ; Ressons-en-Vexin (1840) ; Ressons-en-Thelle (1842) ; Ressons-l’Abbaye (1856).

Un rapprochement s'impose peut-être avec le nom de deux autres communes situées également en Picardie : Ressons-le-Long (Aisne, Ressontius 872, Reisons 1192) et Ressons-sur-Matz (Oise, Ressonto 587, Rosonto vers 679, Ressontum, Rossontus VIIe siècle, Resontium 658, Rossontum Xe siècle, Resons 1165), toponymes que François de Beaurepaire compare à Rançon (Seine-Maritime, Rosontio 829, Resentio 1025 - 1026). À cette série, on peut ajouter Resson (Aube, La Saulsotte, Rosuntum avant 854). 
Dans ce cas, le toponyme initial devait être du type *Rosontio ou *Resontio. Le second élément s'explique par le suffixe gaulois -ontio > -ons, que l'on observe dans d'autres formations toponymiques comme Lihons (Somme, Leontium 1100). Le premier élément est plus difficile à déterminer : Ernest Nègre se fonde pour expliquer ce Ressons sur des formes peu anciennes en Res-, c'est pourquoi il  émet l'hypothèse d’un anthroponyme gaulois Ressius (GPN 250). François de Beaurepaire compare les autres Ressons avec le type toponymique germanique Rosbacium (comprendre germanique *Rosbakiz), et signifiant « ruisseau aux roseaux ». 
Le type toponymique *Rosbakiz a indifféremment abouti à Robecq, Rebets, Rebecq, Rohrbach, etc. On note la même évolution phonétique Ros- > Res- que dans la plupart des Ressons, sans doute liée au déplacement de l'accent, d'où [o] > [œ]. Le terme raus > ros est, par ailleurs, à l'origine de l'ancien français ros, rosel > français roseau.  
L'élément Ros- / Res- de *Rosontio serait alors le même que dans *Rosbakiz. Ros- aurait été gallo-germanique ou bien emprunté suffisamment tôt au germanique pour avoir pu se combiner au suffixe gaulois -ontio. *Rosontio serait « un endroit où se trouv(ai)ent des roseaux ». Cette hypothèse présente l'avantage d'expliquer les mentions anciennes en Ros- et de relier entre eux plusieurs éléments, ainsi ce type toponymique n'est-il attesté qu'au nord de la France, de même que le terme rosel > roseau, est propre à la langue d'oïl (comparer par exemple avec l'occitan canavèra, cana « roseau » et canaveral « endroit couvert de roseau », bien qu'il existe de manière locale -Languedoc- un rausa, rausèl).

## Histoire

### Moyen Âge
L'abbaye de Ressons, de l'ordre des Prémontrés, sise dans le Vexin français, dans le doyenné de Chaumon et l'archidiocèse de Rouen, n'était à l'origine qu'un prieuré. Il est érigé en abbaye en 1125 et reconnait alors les anciens seigneurs d'Aumont pour ses principaux fondateurs et bienfaiteurs : ils y avaient, à ce titre, droit de sépulture.

### Révolution française et Empire
La commune constituée lors de la Révolution française, est fugacement absorbée par celle de Le Déluge, entre 1827 et 1833.

### Époque contemporaine
Les communes du Déluge, de La Neuville-d’Aumont et de Ressons-l’Abbaye envisagent de se regrouper en 2017 pour former une commune nouvelle afin de mutualiser leurs moyens et d’éviter pendant plusieurs années une baisse des dotations de l’État. La décision de fusion et de création de La Drenne est prise par arrêté préfectoral de mai 2016 et prend effet le 1er janvier 2017,.

## Politique et administration

### Rattachements administratifs et électoraux
La commune se trouvait dans l'arrondissement de Beauvais du département de l'Oise. Pour l'élection des députés, elle faisait partie de la troisième circonscription de l'Oise.
Elle faisait partie de 1801 à 1976 du canton de Noailles, année où elle est rattachée au canton de Méru, avant d'être intégrée, dans le cadre du redécoupage cantonal de 2014 en France, au canton de Chaumont-en-Vexin.

### Intercommunalité
La commune était  membre de la Communauté de communes des Sablons, créée en 1996.

### Liste des maires

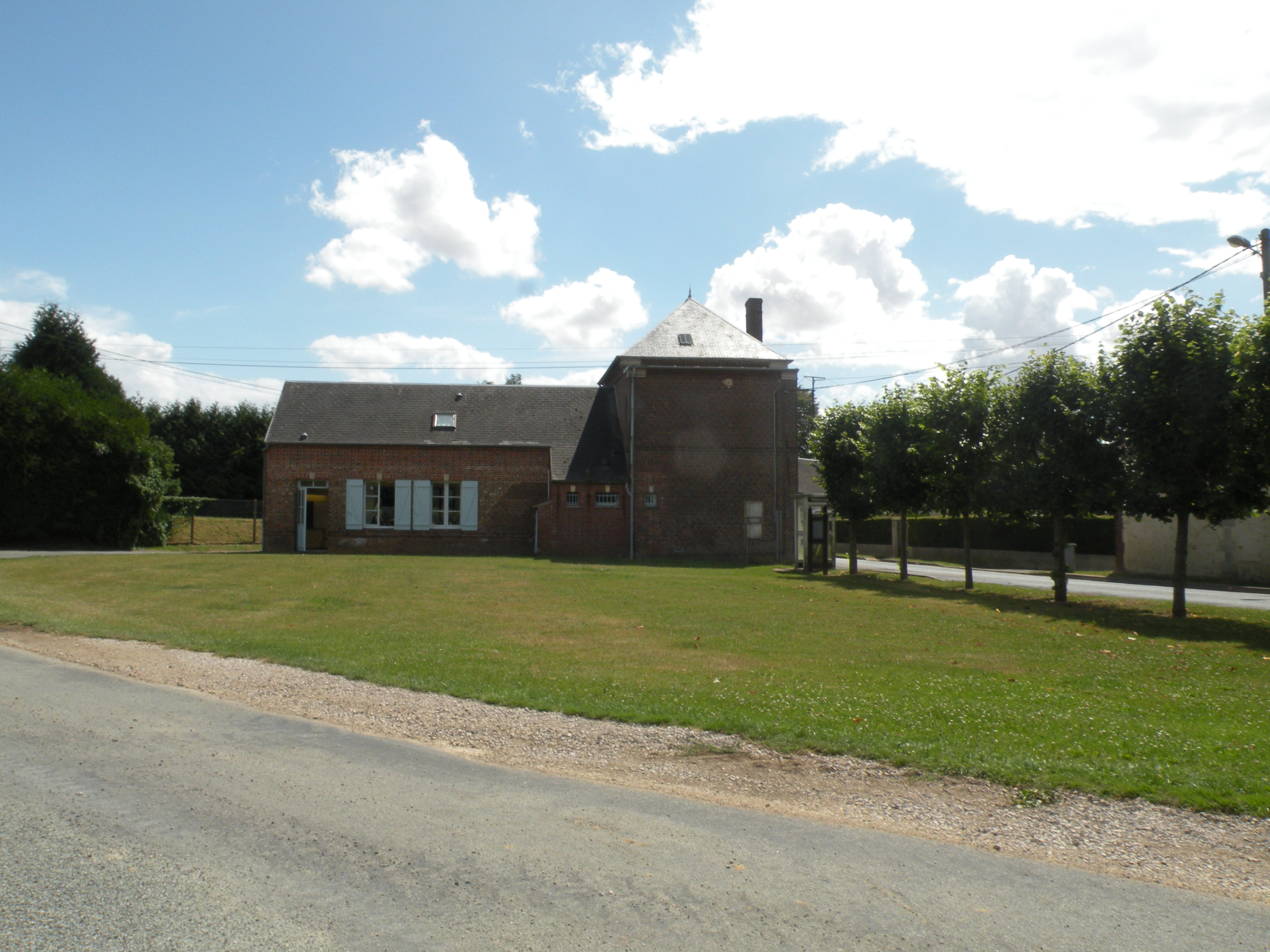
Mairie-école de Ressons-l'Abbaye.

| Période                                  | Période       | Identité           | Étiquette | Qualité              |
| ---------------------------------------- | ------------- | ------------------ | --------- | -------------------- |
| Les données manquantes sont à compléter. |               |                    |           |                      |
|                                          |               |                    |           |                      |
| avant 1988                               |               | Claude Bonnaire    |           |                      |
|                                          |               |                    |           |                      |
| mars 2001                                | décembre 2016 | Maurice de Koninck |           | agriculteur retraité |

| Période      | Période                   | Identité           | Étiquette | Qualité                                             |
| ------------ | ------------------------- | ------------------ | --------- | --------------------------------------------------- |
| janvier 2017 | En cours (au 24 mai 2024) | Maurice de Koninck | SE        | agriculteur retraité Réélu pour le mandat 2020-2026 |

## Démographie
Évolution démographique
L'évolution du nombre d'habitants est connue à travers les recensements de la population effectués dans la commune depuis 1793. À partir du 1er janvier 2009, les populations légales des communes sont publiées annuellement dans le cadre d'un recensement qui repose désormais sur une collecte d'information annuelle, concernant successivement tous les territoires communaux au cours d'une période de cinq ans. 
Pour les communes de moins de 10 000 habitants, une enquête de recensement portant sur toute la population est réalisée tous les cinq ans, les populations légales des années intermédiaires étant quant à elles estimées par interpolation ou extrapolation. Pour la commune, le premier recensement exhaustif entrant dans le cadre du nouveau dispositif a été réalisé en 2004,.
En 2014, la commune comptait 118 habitants, en évolution de +26,88 % par rapport à 2009 (Oise : +2,14 %, France hors Mayotte : +2,49 %).
| 1793 | 1800 | 1806 | 1821 | 1836 | 1841 | 1846 | 1851 | 1856 |
| ---- | ---- | ---- | ---- | ---- | ---- | ---- | ---- | ---- |
| 90   | 82   | 88   | 106  | 102  | 108  | 100  | 103  | 106  |

| 1861 | 1866 | 1872 | 1876 | 1881 | 1886 | 1891 | 1896 | 1901 |
| ---- | ---- | ---- | ---- | ---- | ---- | ---- | ---- | ---- |
| 110  | 113  | 126  | 116  | 120  | 113  | 110  | 93   | 101  |

| 1906 | 1911 | 1921 | 1926 | 1931 | 1936 | 1946 | 1954 | 1962 |
| ---- | ---- | ---- | ---- | ---- | ---- | ---- | ---- | ---- |
| 101  | 75   | 74   | 72   | 71   | 81   | 86   | 103  | 61   |

| 1968 | 1975 | 1982 | 1990 | 1999 | 2004 | 2009 | 2014 | - |
| ---- | ---- | ---- | ---- | ---- | ---- | ---- | ---- | - |
| 73   | 81   | 92   | 80   | 101  | 105  | 93   | 118  | - |

Pyramide des âges en 2007
La population de la commune est relativement jeune. Le taux de personnes d'un âge supérieur à 60 ans (18,3 %) est en effet supérieur au taux national (21,6 %) tout en étant toutefois inférieur au taux départemental (17,5 %).
À l'instar des répartitions nationale et départementale, la population féminine de la commune est supérieure à la population masculine. Le taux (57 %) est supérieur de plus de deux points au taux national (51,6 %).
La répartition de la population de la commune par tranches d'âge est, en 2007, la suivante :
- 43 % d’hommes (0 à 14 ans = 17,5 %, 15 à 29 ans = 17,5 %, 30 à 44 ans = 22,5 %, 45 à 59 ans = 27,5 %, plus de 60 ans = 15 %) ;
- 57 % de femmes (0 à 14 ans = 20,8 %, 15 à 29 ans = 20,8 %, 30 à 44 ans = 18,9 %, 45 à 59 ans = 18,9 %, plus de 60 ans = 20,8 %).

| Hommes | Classe d’âge | Femmes |
| ------ | ------------ | ------ |
| 0,0    | 90 ans ou +  | 0,0    |
| 2,5    | 75 à 89 ans  | 5,7    |
| 12,5   | 60 à 74 ans  | 15,1   |
| 27,5   | 45 à 59 ans  | 18,9   |
| 22,5   | 30 à 44 ans  | 18,9   |
| 17,5   | 15 à 29 ans  | 20,8   |
| 17,5   | 0 à 14 ans   | 20,8   |

| Hommes | Classe d’âge | Femmes |
| ------ | ------------ | ------ |
| 0,2    | 90 ans ou +  | 0,8    |
| 4,5    | 75 à 89 ans  | 7,1    |
| 11,0   | 60 à 74 ans  | 11,5   |
| 21,1   | 45 à 59 ans  | 20,7   |
| 22,0   | 30 à 44 ans  | 21,6   |
| 20,0   | 15 à 29 ans  | 18,5   |
| 21,3   | 0 à 14 ans   | 19,9   |

## Culture locale et patrimoine

### Lieux et monuments

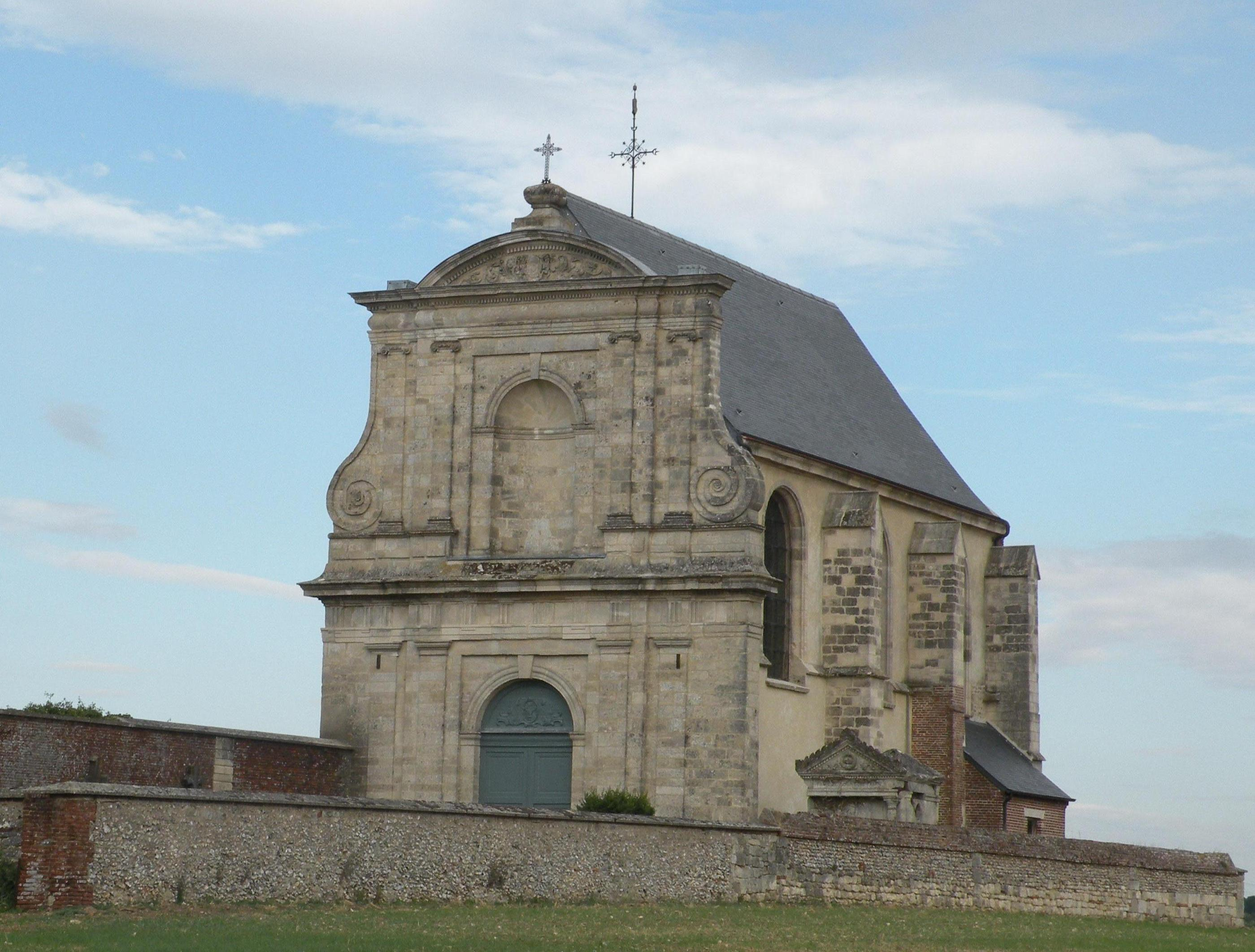
L'église Notre-Dame.

- Église Notre-Dame construite en 1704 comme église abbatiale en remplacement d'une précédente église du XIIIe siècle. Elle ne devient église paroissiale qu'après la Révolution française[18],[19].

- Dalle funéraire de la famille d'Aumont du XIVe siècle. La pierre tombale de Jean II d'Aumont (vers 1250-1300), Chevalier, sire d'Aumont et de Parfondeval le représente vêtu en habits de guerre aux côtés de sa femme Agnès.

### Héraldique
| Blason de Ressons-l'Abbaye | Blason  | Écartelé: aux 1er et 4e d'argent à la rose de gueules pointées de sinople, aux 2e et 3e d'azur à la fleur de lis d'or. |
| Blason de Ressons-l'Abbaye | Détails | Le statut officiel du blason reste à déterminer.                                                                       |